# Klimascheide
Klimascheide ist die Bezeichnung für einen Landschaftsteil, der das Klima der Umgebung beeinflusst und dabei Räume mit verschiedenen Klimaten trennt. 
Besonders wirksam sind höhere Gebirge, die sich in Richtung der Breitenkreise oder parallel zu Küstenlinien erstrecken. Durch den Gebirgskamm wird der horizontale Luftaustausch unterbunden und die Windrichtung verändert. Von der Hangneigung hängt auch die Wirkung der Sonnenstrahlung ab. 
Daher weisen die Gebirgsseiten unterschiedliche Verhältnisse hinsichtlich Temperatur und Luftdruck, Luftfeuchte und Niederschlag auf. Bei Wind wird die Luft auf der Luvseite zum Aufsteigen gezwungen und es kann zu Wolkenbildung und heftigen Steigungsregen kommen. Die nachfolgende Erwärmung der leeseits absteigenden Luft bewirkt häufig einen Föhneffekt und ein trockeneres Klima auf der anderen Seite des Gebirges. 
Besonders markant ist dieser Effekt an der Westküste Südamerikas, wo hinter der Küsten-Kordillere mit der Atacama die weltweit trockenste Wüste entstanden ist. 
Geringere Klimaunterschiede können auch durch ausgedehnte Wasserflächen oder große Waldgebiete verursacht werden.
Ein Beispiel ist in Europa die Klimascheide zwischen atlantischem Klima und kontinentalem Klima.